# Conaliamorpha
Conaliamorpha is een geslacht van kevers uit de familie spartelkevers (Mordellidae).
De wetenschappelijke naam van het geslacht is, samen met een beschrijving, voor het eerst gepubliceerd in 1968 door Karl Ermisch.

## Soorten
Het geslacht omvat de volgende soort:
- Conaliamorpha lutea Ermisch, 1968